# Sant'Agata li Battiati
Sant'Agata li Battiati est une commune italienne de la province de Catane dans la région Sicile en Italie.

## Administration
| Période                                  | Période  | Identité     | Étiquette | Qualité |
| ---------------------------------------- | -------- | ------------ | --------- | ------- |
| 2017                                     | en cours | Marco Rubino |           |         |
| Les données manquantes sont à compléter. |          |              |           |         |

### Communes limitrophes
Catane, Gravina di Catania, San Giovanni la Punta, Tremestieri Etneo